# Circuito Bugatti
Il circuito Bugatti è un circuito motoristico posizionato vicino a Le Mans, in Francia, ricavato parzialmente dal classico Circuit de la Sarthe. Il nome è stato dato per ricordare la figura di Ettore Bugatti, progettista e imprenditore italiano naturalizzato francese.
Ha ospitato il Gran Premio di Francia di Formula 1 nel 1967 e ospita attualmente il Gran Premio di Francia del Motomondiale.

## Storia

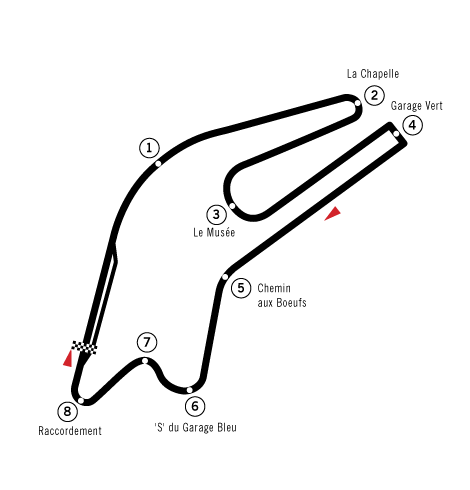
La configurazione di 4.422 metri utilizzata dalla Formula 1 nel 1967

Su impulso dell'Automobile Club de l'Ouest, nel 1966 è stato progettato questo nuovo circuito per poter ospitare anche altri tipi di competizioni, oltre alla classica 24 Ore di Le Mans. Utilizzando un tratto del Circuit de la Sarthe (compresa la parte dei box), il 18 settembre 1966 è stato inaugurato un tracciato da 4 422 metri — dedicato alla memoria di Ettore Bugatti — che ha ospitato il Gran Premio di Francia 1967, vinto da Jack Brabham su Brabham.
Per quanto riguarda le gare motociclistiche, il circuito iniziò ad essere utilizzato come prova del Motomondiale nel 1969 con il Gran Premio di Francia, vinto da Giacomo Agostini su MV Agusta nella Classe 500, da Santiago Herrero su OSSA nella Classe 250, da Jean Auréal su Yamaha nella Classe 125 e da Aalt Toersen su Kreidler nella Classe 50.
Negli anni successivi, soprattutto su richiesta della Federazione Motociclistica Internazionale per motivi di sicurezza, il circuito ha subito vari adattamenti e modifiche per giungere, dopo quelle del 2008, a misurare una lunghezza di 4 185 metri con 11 curve e il rettilineo più lungo, quello dei box, che misura circa 450 metri. Viene percorso in senso orario.
Tra le competizioni ospitate in passato su questo circuito ci sono state il DTM, il Campionato mondiale Superbike e alcune edizioni del Bol d'or, le manifestazioni più importanti ospitate ai giorni nostri sono, oltre al gran premio del motomondiale, la 24 Ore di Le Mans, gara del Campionato mondiale Endurance motociclistico, e le prove dei campionati nazionali motociclistici francesi.
I record sul giro comparabili tra loro tra motociclette e autovetture sono solo sino al 2008 quando il circuito misurava 4 180 metri e sono detenuti da Valentino Rossi su Yamaha YZR-M1 in 1'32"678 per le due ruote, nonché da Mika Häkkinen su una Mercedes-AMG in 1'30"713 per quanto riguarda le quattro ruote. Nell'ultima configurazione il record sul giro motociclistico è di Marc Márquez che ha segnato il tempo di 1'32"312 nel Gran Premio motociclistico di Francia 2018.

## Albo d'oro della Formula 1
| Anno | Pilota       | Scuderia |
| ---- | ------------ | -------- |
| 1967 | Jack Brabham | Brabham  |

### Vittorie per pilota
| Vittorie | Pilota       | Anno(i)/Vettura |
| -------- | ------------ | --------------- |
| 1        | Jack Brabham | 1967/Brabham    |

### Vittorie per scuderia
| Vittorie | Scuderia | Anno(i)/Pilota    |
| -------- | -------- | ----------------- |
| 1        | Brabham  | 1967/Jack Brabham |